# Phyllodactylus bordai
Phyllodactylus bordai (листопалий гекон геррерський) — вид геконоподібних ящірок родини Phyllodactylidae. Ендемік Мексики. Названий на честь іспанського мецената Хосе де ла Борди (1700-1778).

## Поширення і екологія
Phyllodactylus bordai поширені на півдні Мексиканського нагір'я, в штатах Герреро, Морелос, Оахака і Пуебла, зокрема в долині річки Бальсас і в заповіднику Теуакан-Куїкатлан. Вони живуть в сухих широколистяних тропічних лісах, на полях, в садах, трапляються поблизу людських поселень. Зустрічаються на висоті від 461 до 1725 м над рівнем моря.